# Juan de Córdova
Juan de Córdova (Córdoba, 1503 - Oaxaca, 1595) fue un militar y fraile dominico español autor de dos libros sobre el idioma y cultura zapoteca: Vocabulario castellano-zapoteca y El arte del idioma zapoteco. En dichas obras describe la lengua, costumbres y calendario de este pueblo.

## Biografía

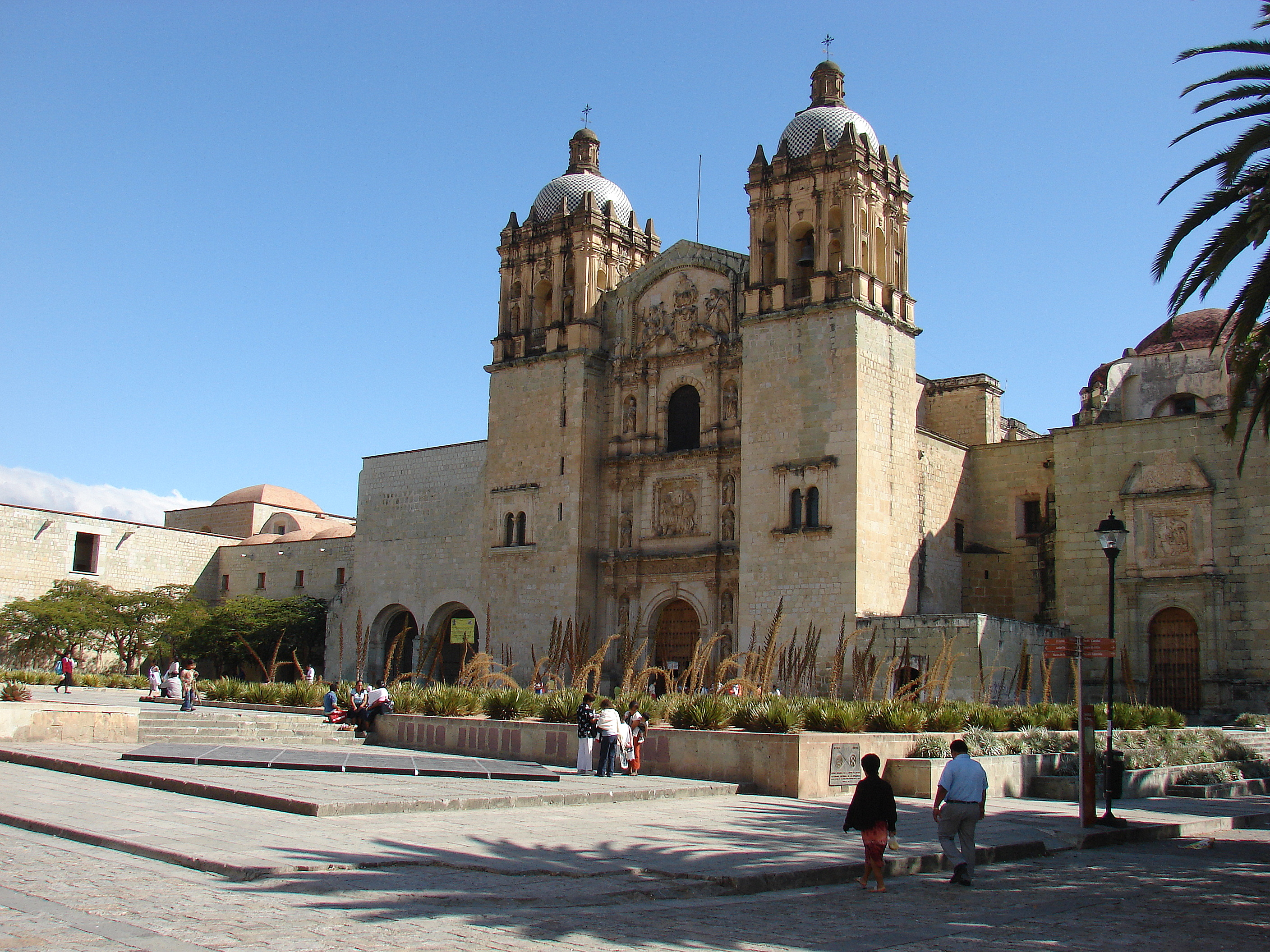
Iglesia del convento de Santo Domingo de Guzmán en Oaxaca.

Nació en el año 1503 en Córdoba, Andalucía (España), tras realizar estudios de latín se alistó en el ejército español donde alcanzó el grado de alférez, sirvió a Carlos I de España en Flandes y Alemania, más adelante se trasladó a América donde formó parte de la expedición que realizó en 1540 Francisco Vázquez de Coronado a la legendaria ciudad de Cíbola. En 1543 ingresó en la orden Dominica y fue destinado a Oaxaca. En 1568 fue elegido provincial de la orden, sin embargo solo dos años después, en 1570, fue depuesto por el excesivo rigor que impuso, por lo que se retiró al convento del poblado de San Jerónimo Tlacochahuaya donde falleció a avanzada edad en 1595.

## Obras

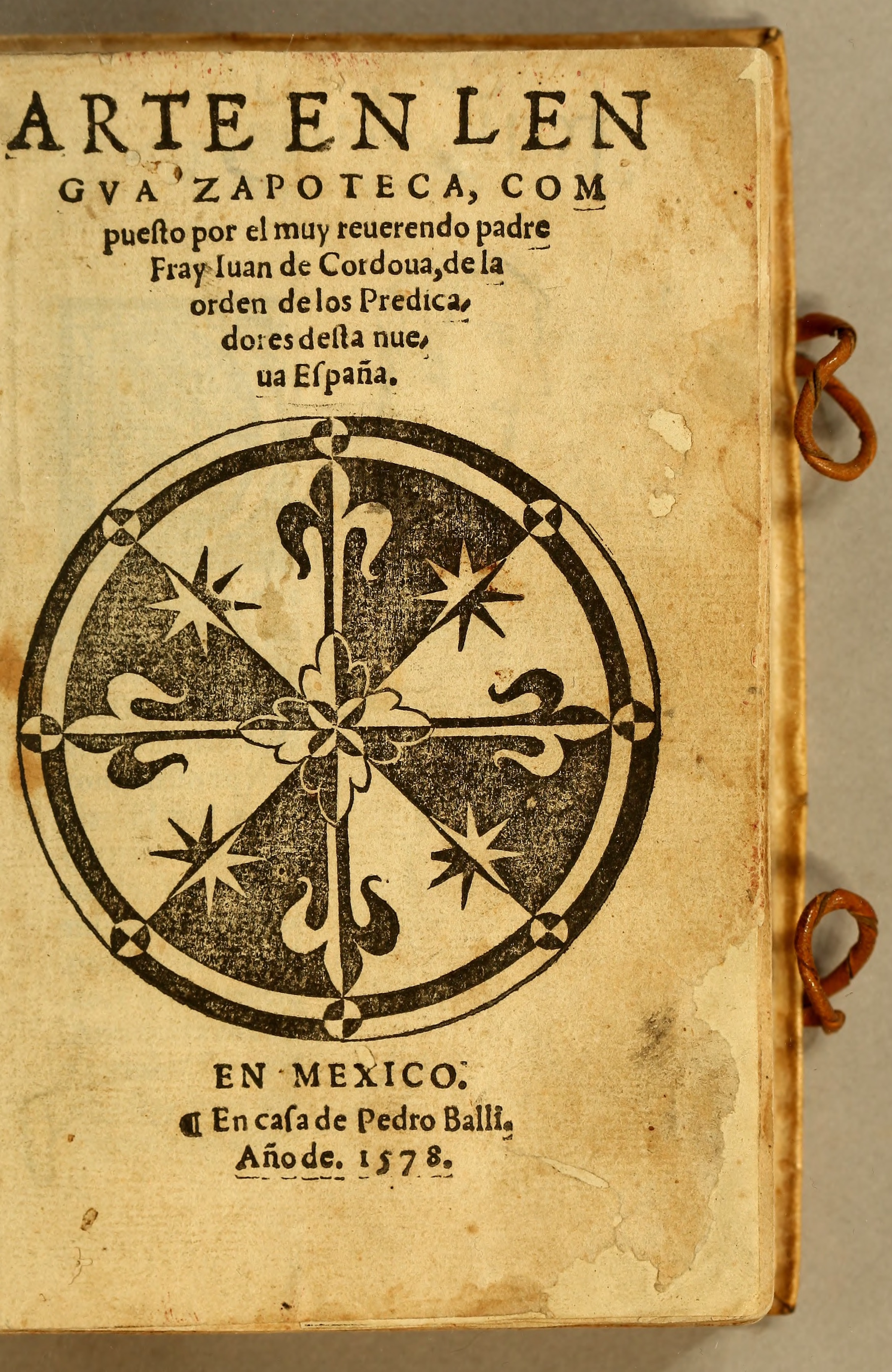
Portada de Arte en lengua zapoteca, 1578

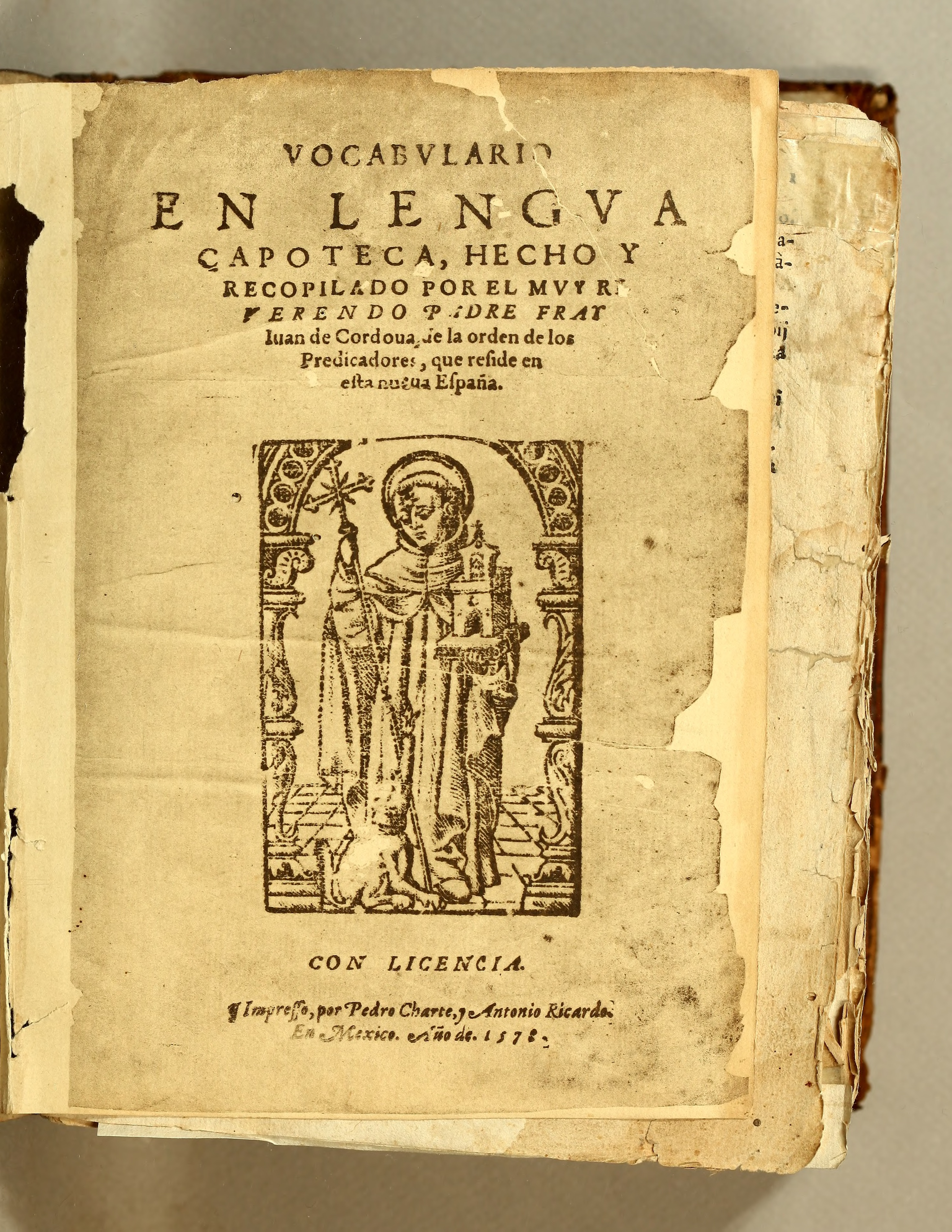
Portada de Vocabulario en lengua çapoteca, 1578

Juan de Córdova compara en sus trabajos la lengua zapoteca con el hebreo y concluye que todos los idiomas tienen cualidades y virtudes específicas. Afirma que la predicación ha de hacerse en la lengua del “otro” utilizándola con total dominio, por ello el misionero debe dedicarse por obligación, con esfuerzo y trabajo, a conocer el idioma de los indígenas a los que se desea convertir a la fe católica. Fruto de sus años de dedicación a esta labor son los siguientes textos:
- Vocabulario en lengua çapoteca. Impreso en México en 1578.
- Arte en lengua zapoteca. Impreso en México en 1578.